# برک بسینجر
برک بَـسینجر (انگلیسی: Brec Bassinger؛ زادهٔ ۲۵ مهٔ ۱۹۹۹) یک هنرپیشه اهل ایالات متحده آمریکا است. وی از سال ۲۰۱۳ میلادی تاکنون مشغول فعالیت بوده‌است.
از فیلم‌ها یا مجموعه‌های تلویزیونی که وی در آن‌ها نقش داشته‌است می‌توان به «بلا و بولداگ‌ها» (۲۰۱۶–۲۰۱۵) و   استارگرل(۲۰۲۰) اشاره کرد.